# Xã Glenwood, Quận Schuyler, Missouri
Xã Glenwood (tiếng Anh: Glenwood Township) là một xã thuộc quận Schuyler, tiểu bang Missouri, Hoa Kỳ. Năm 2010, dân số của xã này là 368 người.